# Malaupaina
Malaupaina ist eine unbewohnte Insel der Olu-Malau-Inseln im Gebiet der Salomonen im Pazifischen Ozean. Malaupaina hat eine Fläche von 6,37 km².

## Geschichte
Die erste bekannte Aufzeichnung der Insel von Europäern stammt aus dem Mai 1568 und ist auf die Expedition des Spaniers Álvaro de Mendaña. Eine genauere Verortung gab es durch einen Ausflug, welcher mit einem kleinen Boot auf der Insel Guadalcanal gestartet wurde. Dieser Ausflug zählt auf das Konto der Brigantine Santiago, unter der Leitung von Alférez Hernando Énriquez. Sie nannten die Olu-Malau-Inseln Las Tres Marias (Die drei Marien).